# Anna-Marija Borisowa
Anna-Marija Borisowa Iwanowa, bułg. Анна-Мария Борисова Иванова (ur. 7 stycznia 1950 w Bjałej Słatinie) – bułgarska lekarka i wykładowczyni akademicka, profesor, w 2010 minister zdrowia.

## Życiorys
W 1974 ukończyła studia medyczne na uczelni przekształconej później w Uniwersytet Medyczny w Sofii. Uzyskiwała specjalizacje z zakresu chorób wewnętrznych, endokrynologii i chorób metabolicznych. Doktoryzowała się w zakresie nauk medycznych. Pracowała w szpitalach w Łoweczu i Sofii. Od 1980 zawodowo związana z macierzystą uczelnią, zaczynając jako asystent w klinice diabetologicznej. W 2006 uzyskała pełną profesurę. Od 2002 do 2016 kierowała kliniką chorób tarczycy i chorób metabolicznych kości w uczelnianym centrum endokrynologii. W 2017 objęła stanowisko kierownika kliniki endokrynologii i chorób metabolicznych w szpitalu uniwersyteckim przy wydziale medycznym Uniwersytetu Sofijskiego im. św. Klemensa z Ochrydy.
Autorka około 500 artykułów naukowych. Członkini m.in. European Association for the Study of Diabetes, International Diabetes Federation i International Osteoporosis Foundation. Została przewodniczącą bułgarskiego towarzystwa endokrynologicznego.
W kwietniu 2010 nominowana na ministra zdrowia w rządzie Bojka Borisowa, objęła tę funkcję w tym samym miesiącu. Ustąpiła ze stanowiska we wrześniu tego samego roku.